# Puerto de Montevideo
El puerto de Montevideo es el principal puerto comercial de Uruguay. Se ubica sobre el Río de la Plata, en la bahía de la ciudad de Montevideo, en una importante zona de tránsito de cargas del Mercosur.

## Importancia histórica

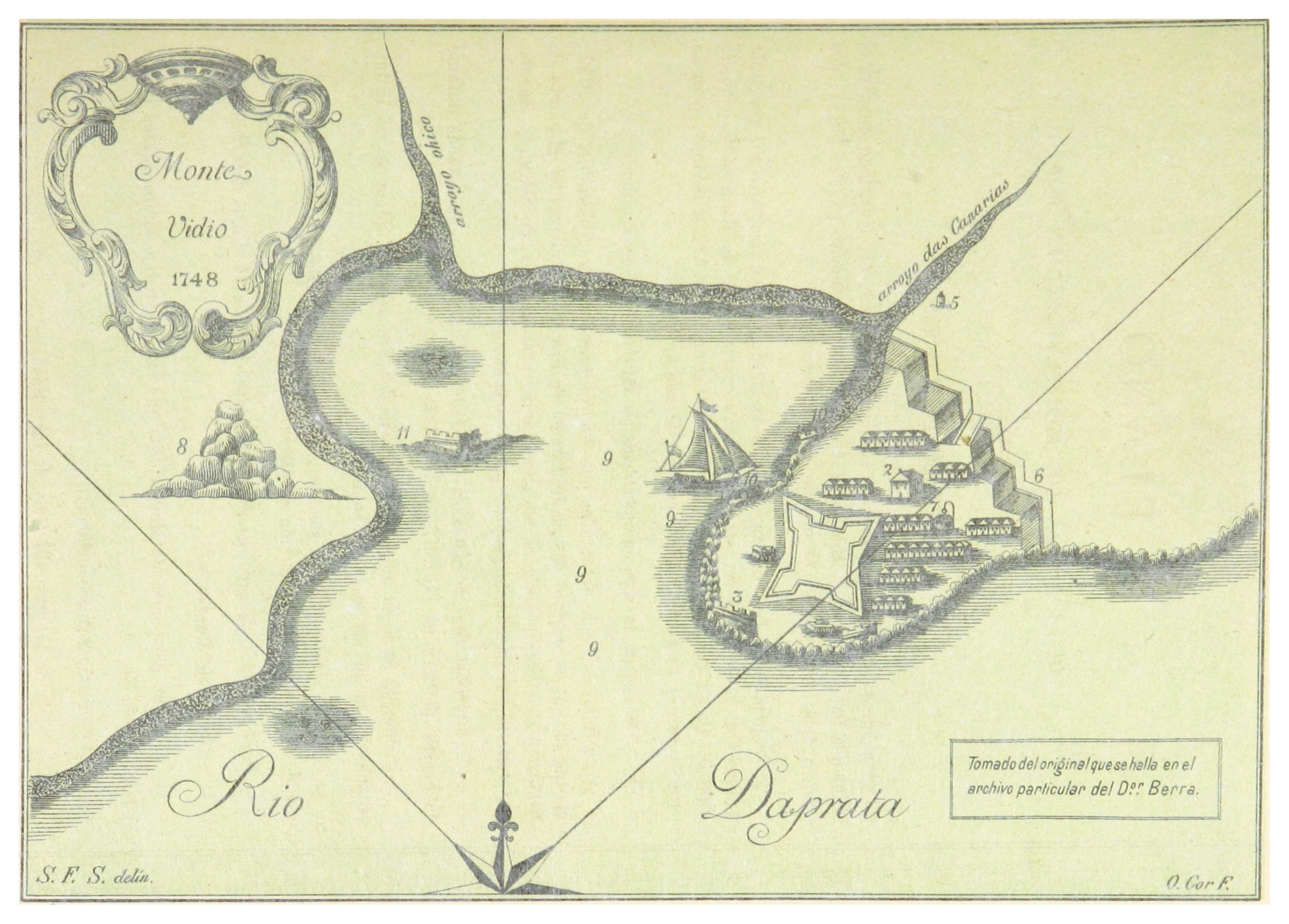
El puerto y la ciudad de Montevideo en un plano esquemático portugués de 1748.

Muelles del Puerto en 1907.

Históricamente ha sido el motor impulsor del desarrollo de la economía uruguaya. Gracias a que es un puerto natural, que no necesita un dragado periódico, es un puerto apto para naves de gran calado y ha podido competir con el puerto de Buenos Aires. Además, el puerto de Montevideo funciona las 24 horas del día durante todo el año, en virtud de la escasa probabilidad de vientos o tormentas que impliquen el cierre de las operaciones portuarias.
Como señalaba Reyes Abadie, la característica de ciudad-puerto de Montevideo fue decisiva en la conformación de la identidad misma del Uruguay.

## Administración

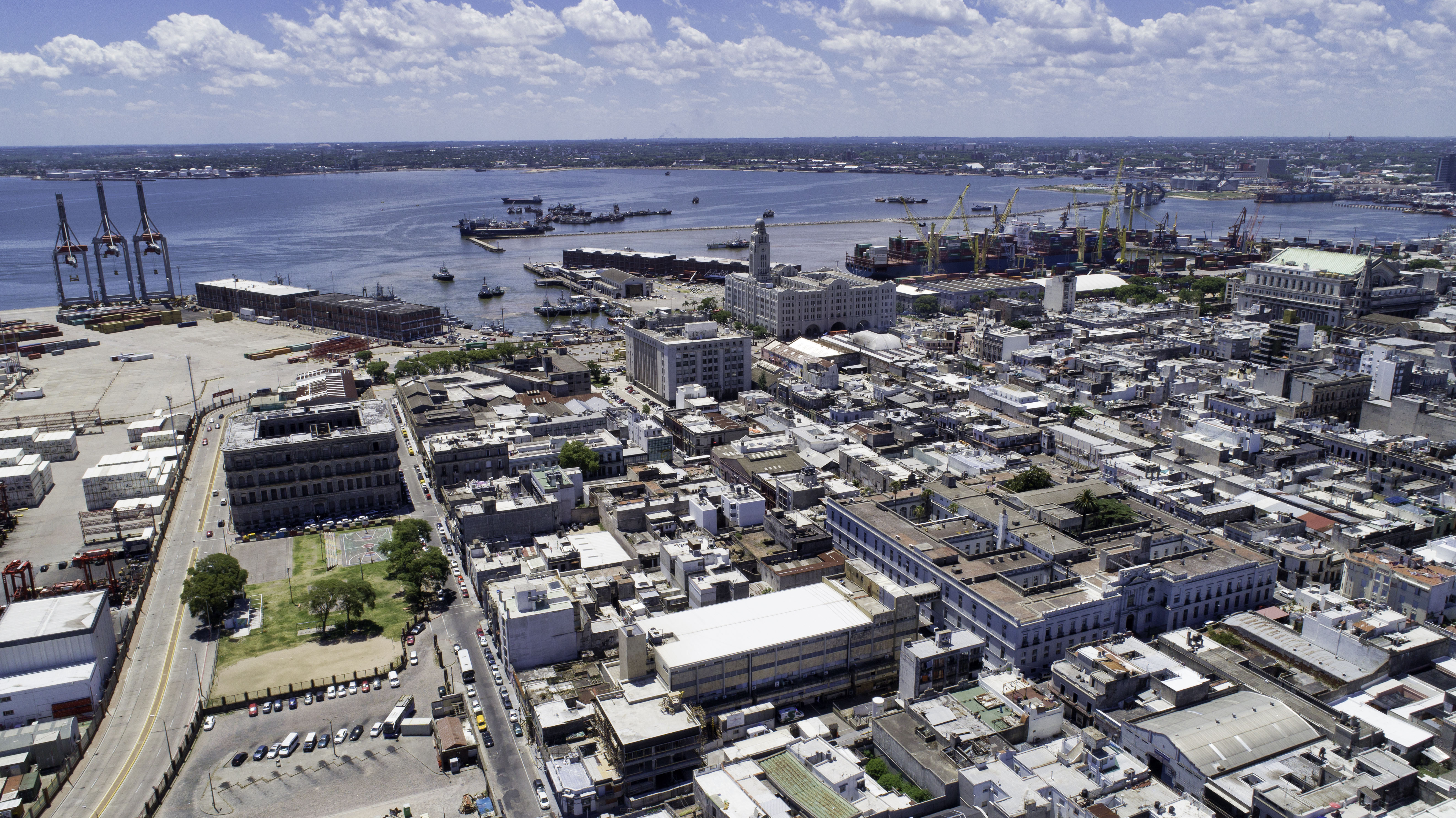
Puerto de Montevideo, toma aérea, año 2017.

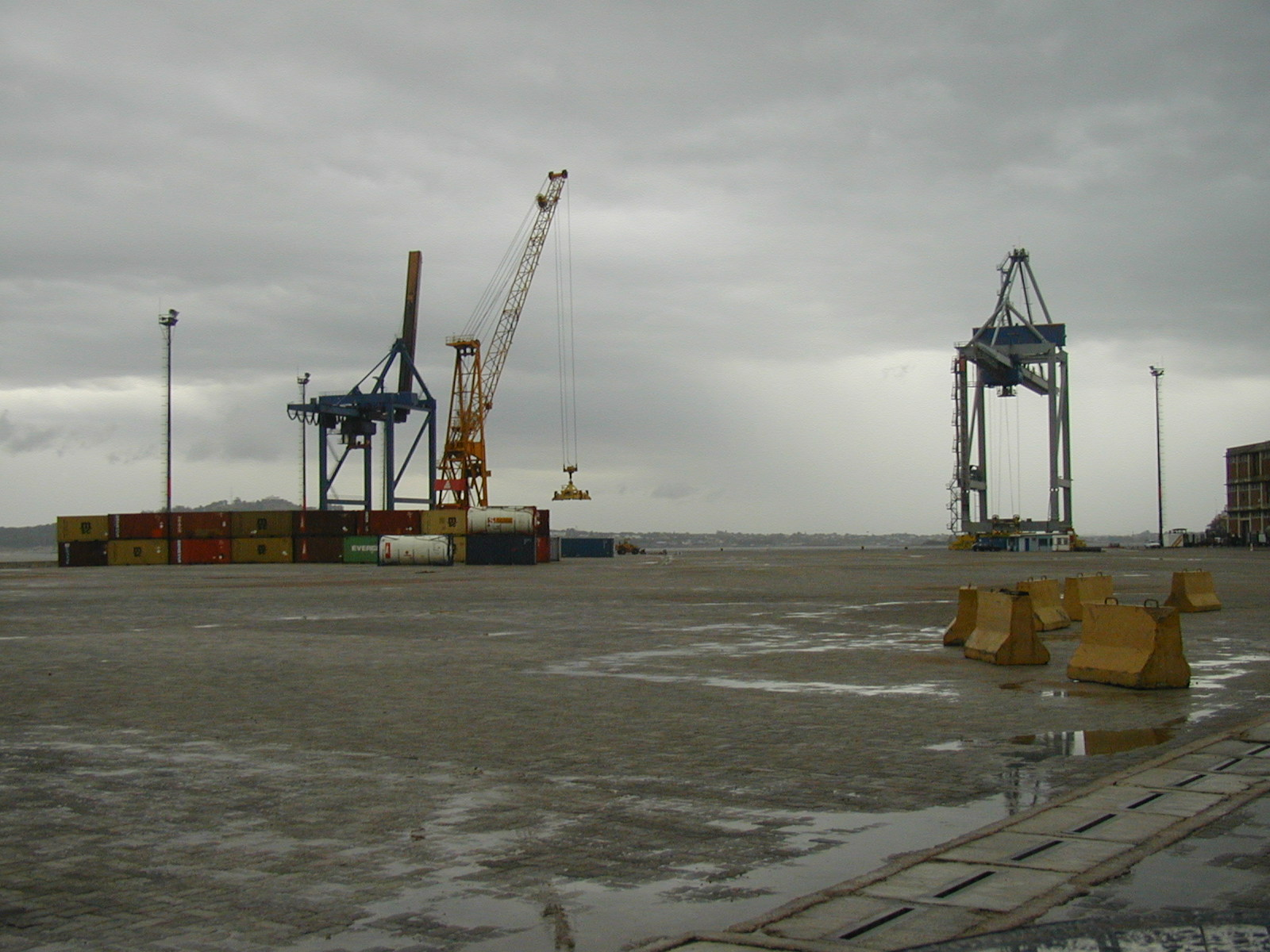
Vista parcial del muelle de escala en 1999.

Está dirigido por la Administración Nacional de Puertos (ANP), organismo oficial que administra todos los puertos comerciales del país. Con el fin de mantenerlo actualizado se han ido mejorando sus instalaciones y desde el 2006 cuenta con una gran playa de contenedores para el manejo de las cargas que llegan y salen del mismo. 
La autoridad policial dentro del puerto es la Prefectura Nacional Naval (Armada Nacional), quien tiene jurisdicción dentro de todo el puerto de Montevideo. Lleva a cabo controles de fiscalización de tránsito vehicular, brinda seguridad a todas las instalaciones portuarias públicas y privadas, lucha contra el narcotráfico y contrabando al igual que la represión contra la delincuencia dentro del puerto. 
La vía férrea que llega hasta allí permite trasladar mercaderías hacia el resto del país. Por esa vía, y también por camiones que transitan por la Rambla Portuaria, llegan al puerto las mercaderías a exportar.

## Puerto libre
La normativa existente en Uruguay le da el carácter de "puerto libre", por lo que el tránsito de cargas puede ser movilizado sin restricciones aduaneras, no habiendo límites en el tiempo de duración del almacenaje de las mercaderías, admitiéndose tareas de depósitos, reenvasado, remarcado, clasificado, agrupado y desagrupado, consolidación, manipuleo y fraccionamiento y exención de impuestos a las importaciones. El puerto de Montevideo tiene como  gran meta convertirse en puerto HUB regional, eso significa poner en marcha su  gran plataforma logística para la distribución de mercaderías en la región.

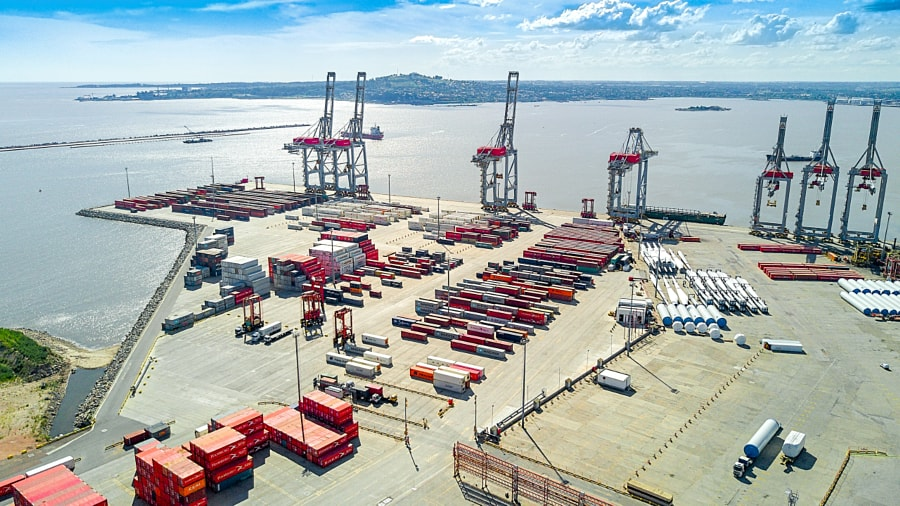
Contenedores de carga en la Terminal Cuenca del Plata en 2017.

Prácticamente un 52% de los contenedores que llegan al puerto están en tránsito desde las terminales que se encuentran operando en él, de ese total, un 90% son contenedores que se mueven hacia territorio argentino, tanto a los territorios más australes del vecino país como hacia su zona norte. Países como Paraguay y Bolivia sin salida al mar, utilizan el transporte polimodal regional desde Montevideo para cubrir sus necesidades de abastecimiento y salida de mercaderías. Las ampliaciones realizadas a partir de la ejecución del denominado Plan Maestro  de la ANP ha permitido el acceso de barcos de mayores dimensiones y capacidad de carga, ampliando la operativa portuaria. La Terminal Cuenca del Plata (TCP) es una terminal especializada en contenedores que opera en el puerto de Montevideo desde el año 2001.

## Puerto turístico

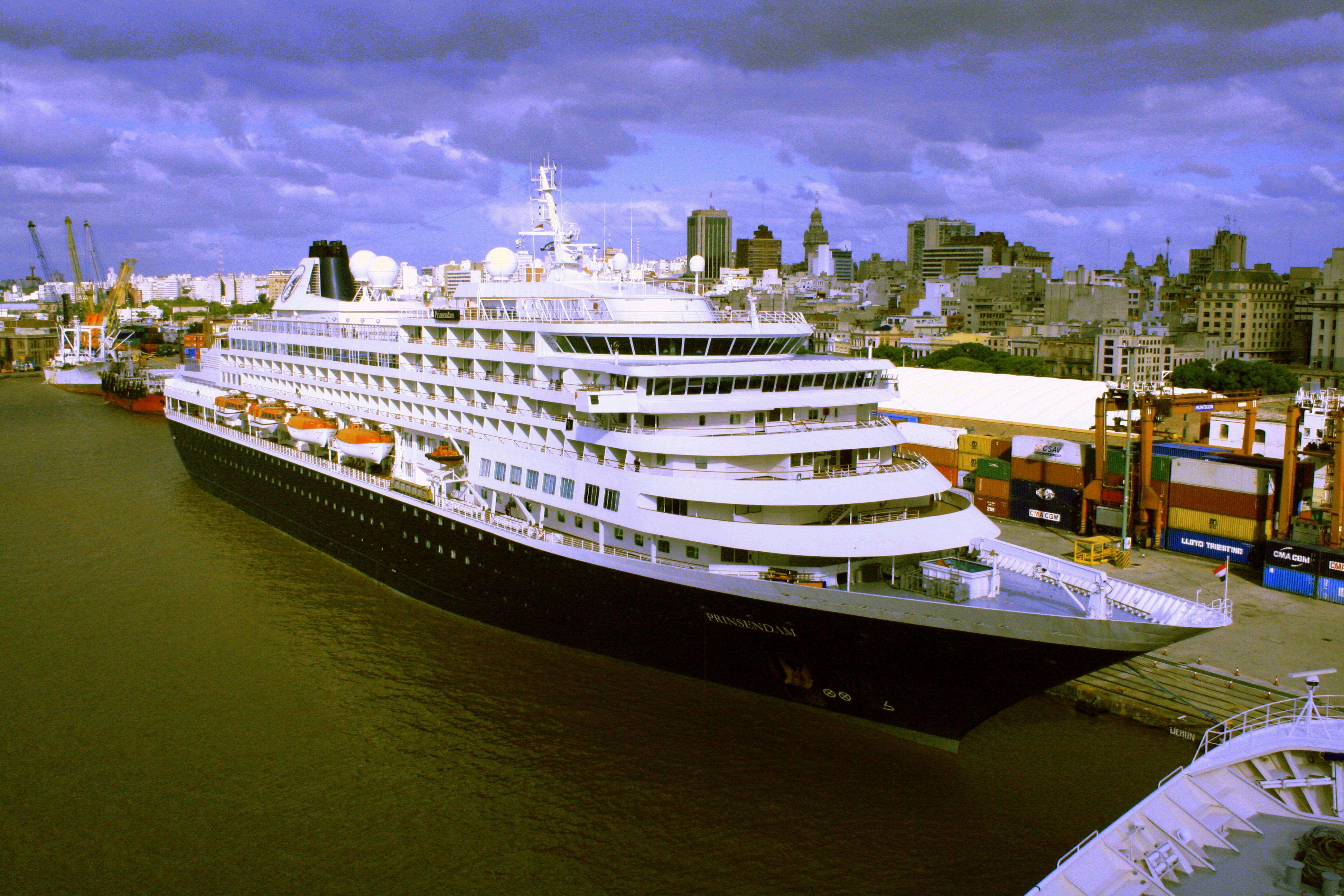
Crucero Prisendam en el Puerto de Montevideo.

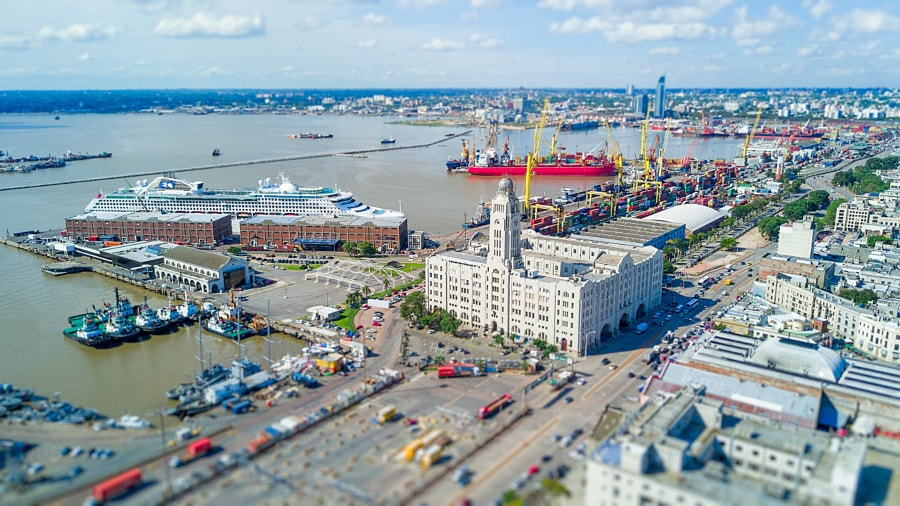
Vista del puerto de Montevideo, toma aérea en 2017.

La empresa Buquebus opera a través de la Terminal de Pasajeros fluviomarítima (de la ANP), para despachar el flujo de viajeros que van y vienen desde Buenos Aires.
En los últimos años es notable el arribo de cruceros de pasajeros al puerto de Montevideo. Se destaca la llegada del Costa Victoria en el verano austral de 2012, que permitió el embarque de viajeros.
La empresa Royal Caribbean ha manifestado interés en construir su propia terminal de pasajeros.

## Curiosidades
En el predio del puerto se pueden apreciar el telémetro y el ancla del acorazado de bolsillo alemán Admiral Graf Spee que fue dinamitado y echado a pique en la bahía de Montevideo en 1939.